# Vladimír Merta 2
Vladimír Merta 2 (1989) je druhé ze dvojice vydaných alb Vladimíra Merty z koncertu z Malostranské besedy v Praze v roce 1988. Album tak navazuje na ve stejné době vydanou desku Vladimír Merta 1. Album obsahuje 9 autorských písní Vladimíra Merty. Sleeve-note napsal Ladislav Kantor.

## Seznam písní
1. Životopis – 5:34
2. Kecy – 4:32
3. Každý večer – 4:32
4. Nebuď nikdy sám – 6:00
5. Dezertér – 3:14
6. Meziměsto – 4:46
7. Na kávu, likér a kousek slova – 4:36
8. Praha magická – 6:15
9. Ticho – 2:33

Album nahrál Vladimír Merta (zpěv, kytara, foukací harmonika).

## Reedice
Album vyšlo spolu s předchozím Vladimír Merta 1 v reedici na 2CD Live Malostranská beseda 1988 (2010).